# نيكول شيرزينغر
نيكول شيرزينغر (بالإنجليزية: Nicole Scherzinger)‏، ولدت في 29 يونيو 1978 هي مغنية بوب أمريكية، مؤلفة أغاني، راقصة، وعارضة أزياء، اشتهرت باعتبارها رئيسة فرقة البوسيكات دولز الموسيقية. اسم عائلتها شيرزينغر يأتي من اسم عائلة زوج والدتها.
أشهر اغانيها:
(Boomerang)
(Dont hold your Breath)
(Right there) التي غنتها مع المغني (50 Cent) وحققت مشاهدات عاليه في اليوتيوب وصلت إلى 79مليون
(Try with me)
(Baby Love feat. Will.I.Am)
(Whatever U Like ft. T.I).
(Poison)
(Wet)
وفي سنه 2013 حصلت على دعوه للغناء مع المغني اليطالي (Eros Ramazzotti) وكان اسم الأغنية (Fino All'Estasi)
كذالك غنت مع المغني (Alex Gaudino) وكان اسم الأغنية (Missing You)

## حياتها الشخصية
ولدت شيرزينغر في هونولولو، هاواي لأب فلبيني من أصل صيني وأم هاوايية/روسية. أمها كان عمرها 18 عاما عندما أنجبتها، وتطلقت من أبيها عندما كانت رضيعة. انتقلت العائلة إلى كنتاكي عندما كان عمر شيرزينغر 6 سنوات، مع والدتها وأختها وزوج والدتها الأمريكي من أصول ألمانية غاري شيرزينغر.

## البوسيكات دولز
انضمت نيكول شيرزينغر إلى فرقة البوسيكات دولز في مايو 2003. التي تديرها روبن أنتن مديره أعمال الفرقة حققت الفرقة نجاحات عالمية منذ ذلك الوقت حيث وصلت الأغاني: "Don't Cha"،‏ "Buttons"،‏ "Stickwitu ‏ و"When I Grow Up" إلى ضمن مراتب الأغاني العشرة الأكثر شعبية في الولايات المتحدة.

## روابط خارجية
- نيكول شيرزينغر على موقع IMDb (الإنجليزية)
- نيكول شيرزينغر على موقع روتن توميتوز (الإنجليزية)
- نيكول شيرزينغر على موقع ألو سيني (الفرنسية)
- نيكول شيرزينغر على موقع ميوزك برينز (الإنجليزية)
- نيكول شيرزينغر على موقع أول موفي (الإنجليزية)
- نيكول شيرزينغر على موقع إن إن دي بي (الإنجليزية)
- نيكول شيرزينغر على موقع أول ميوزيك (الإنجليزية)
- نيكول شيرزينغر على موقع ديسكوغز (الإنجليزية)
- نيكول شيرزينغر على موقع قاعدة بيانات الفيلم (الإنجليزية)
- نيكول شيرزينغر على موقع ليتربوكسد (الإنجليزية)